# Asia Rugby Championship Division 2 2018
El Asia Rugby Championship Division 2 de 2018, fue el torneo de 3ª división que organiza la federación asiática (AR).
El triangular se llevó a cabo en Pattaya, Tailandia. El ganador resultó la selección de China Taipéi ganándole a la India y al local.

## Equipos participantes
- Selección de rugby de China Taipéi
- Selección de rugby de India
- Selección de rugby de Tailandia

## Posiciones
| Pos. | Equipo       | Encuentros | Encuentros | Encuentros | Encuentros | Tantos  | Tantos    | Tantos     | Puntos |
| Pos. | Equipo       | jugados    | ganados    | empatados  | perdidos   | a favor | en contra | diferencia | Puntos |
| ---- | ------------ | ---------- | ---------- | ---------- | ---------- | ------- | --------- | ---------- | ------ |
| 1    | China Taipéi | 2          | 2          | 0          | 0          | 72      | 26        | + 46       | 10     |
| 2    | Tailandia    | 2          | 1          | 0          | 1          | 39      | 40        | - 1        | 5      |
| 3    | India        | 2          | 0          | 0          | 2          | 17      | 62        | - 45       | 1      |

Nota: Se otorgan 3 puntos al equipo que gane un partido, 1 al que empate y 0 al que pierda
|  | Campeón y asciende a ARC Div. 1 2019 |

## Resultados

### Primera fecha
| 20 de mayo | Tailandia | 18 - 12 | India | Nong Prue Stadium, Pattaya, Tailandia |  |
|            |           | Reporte |       |                                       |  |

### Segunda fecha
| 23 de mayo | India | 5 - 44  | China Taipéi | Nong Prue Stadium, Pattaya, Tailandia |  |
|            |       | Reporte |              |                                       |  |

### Tercera fecha
| 26 de mayo | China Taipéi | 28 - 21 | Tailandia | Nong Prue Stadium, Pattaya, Tailandia |  |
|            |              | Reporte |           |                                       |  |

| Bandera de China Taipéi               |
| Campeón de la División 2 China Taipéi |
| Segundo título                        |